# 채병용
채병용(蔡秉龍, 1982년 4월 25일 ~ )은 전 KBO 리그 SK 와이번스의 투수이다. 구속이 140km/h 초반에 그치지만 구위가 좋은 직구를 주무기로 삼았으며 SK 와이번스의 최고 전성기인 2000년대 후반 돌풍을 이끌었다. 조범현, 김성근이 감독을 맡았을 때 연이은 혹사로 인해 부상을 당해 잠시 암흑기가 있었다.

## 선수 시절

### SK 와이번스시절

#### 2001년시즌
2차 6라운드 지명을 받아 입단하였다. 당시 최고 구속은 140km/h 후반대에 머물렀고 평균 직구 구속은 140km/h대 초반을 유지했다. 우타자 상대로는 바깥쪽으로 흘러나가는 슬라이더를 주로 던졌고, 좌타자 상대로는 좌타자 몸쪽으로 떨어지는 종으로 변하는 슬라이더를 주로 던졌다. 입단 때부터 주로 선발 투수로 등판했으며 경기 운영 능력이 좋은 편이었다.

#### 2009년시즌
시즌 중 팀에서 부상자가 많이 생겼다. 시즌 중반 주전 포수였던 박경완의 아킬레스건 부상, 김광현이 김현수의 타구에 맞아 손등 부상을 입었고, 전병두가 시즌 후기에 어깨 부상 등으로 팀 전력이 흔들리자 수술을 시즌 후로 미루고 재활했으며 한국시리즈에서 4차전 승리 투수, 6차전에서 세이브를 기록하며 부상 투혼을 보였으나 최종 7차전에서 마무리로 나와 KIA 타이거즈의 외야수 나지완에게 끝내기 홈런을 허용하고 패전 투수가 돼 눈물을 흘렸다.
시즌 후 팔꿈치 수술을 받았고, 인천 남구청에서 공익근무요원으로 대체 복무를 하게 됐다.

#### 2012년시즌
4월에 소집 해제돼 1군에 복귀했다. 3승 3패, 3점대 평균자책점을 기록하고 한국시리즈에 출전했다.

#### 2014년시즌
9월 11일 넥센 히어로즈와의 경기에 선발 등판해 9이닝 4피안타, 2볼넷, 1탈삼진, 2실점을 기록해 2002년 이후 12년 만에 완투승을 달성했다.

#### 2015년시즌
시즌 후 FA 자격을 얻었고, 총액 10억 5,000만원에 잔류했다.

#### 2016년시즌
시즌 68경기에 등판해 6승 3패, 4점대 평균자책점, 2세이브, 9홀드를 기록했다.

## 야구선수 은퇴 후
2021년 10월 3일 열린 공식적인 은퇴식 이후부터 SSG 랜더스의 전력분석원으로 활동했다.

## 트리비아
- 2009년 4월 23일 경기에서 그가 던진 공이 조성환의 광대뼈를 맞춰 조성환이 40일 동안 경기에 출장하지 못했다.

## 별명
- 땀을 많이 흘려 '채육수'라고 불린다.

## 출신 학교
- 군산초등학교
- 군산중학교
- 한서고등학교(전학) → 신일고등학교

## 통산 기록
| 연도 | 팀명   | 평균자책점 | 경기 | 완투 | 완봉 | 승 | 패 | 세 | 홀 | 이닝  | 피안타 | 피홈런 | 볼넷 | 사구 | 탈삼진 | 실점 | 자책점 |
| ---- | ------ | ---------- | ---- | ---- | ---- | -- | -- | -- | -- | ----- | ------ | ------ | ---- | ---- | ------ | ---- | ------ |
| 2002 | SK     | 3.19       | 51   | 2    | 2    | 7  | 9  | 11 | 2  | 141   | 120    | 20     | 44   | 9    | 126    | 51   | 50     |
| 2003 | SK     | 4.82       | 34   | 0    | 0    | 9  | 5  | 4  | 2  | 114   | 113    | 9      | 59   | 6    | 84     | 66   | 61     |
| 2005 | SK     | 4.24       | 26   | 0    | 0    | 8  | 8  | 0  | 1  | 121   | 103    | 18     | 54   | 8    | 96     | 63   | 57     |
| 2006 | SK     | 3.07       | 27   | 0    | 0    | 7  | 8  | 0  | 0  | 152.2 | 136    | 10     | 55   | 9    | 97     | 60   | 52     |
| 2007 | SK     | 2.84       | 28   | 0    | 0    | 11 | 8  | 0  | 0  | 146   | 137    | 8      | 47   | 5    | 84     | 51   | 46     |
| 2008 | SK     | 2.70       | 27   | 0    | 0    | 10 | 2  | 0  | 1  | 136.2 | 126    | 10     | 43   | 6    | 81     | 43   | 41     |
| 2009 | SK     | 4.70       | 28   | 0    | 0    | 3  | 3  | 2  | 3  | 61.1  | 66     | 11     | 25   | 2    | 53     | 32   | 32     |
| 2012 | SK     | 3.16       | 14   | 0    | 0    | 3  | 3  | 0  | 0  | 62.2  | 67     | 3      | 22   | 1    | 42     | 22   | 22     |
| 2013 | SK     | 7.97       | 12   | 0    | 0    | 0  | 3  | 1  | 0  | 20.1  | 30     | 2      | 16   | 3    | 19     | 18   | 18     |
| 2014 | SK     | 6.37       | 27   | 1    | 0    | 8  | 12 | 0  | 0  | 130   | 151    | 27     | 49   | 8    | 87     | 94   | 92     |
| 2015 | SK     | 6.07       | 33   | 0    | 0    | 4  | 4  | 0  | 1  | 83    | 103    | 17     | 27   | 3    | 78     | 56   | 56     |
| 2016 | SK     | 4.30       | 68   | 0    | 0    | 6  | 3  | 2  | 9  | 83.2  | 77     | 9      | 29   | 3    | 67     | 42   | 40     |
| 2017 | SK     | 6.84       | 43   | 0    | 0    | 6  | 4  | 0  | 6  | 50    | 62     | 8      | 15   | 3    | 43     | 40   | 38     |
| 2018 | SK     | 4.80       | 29   | 0    | 0    | 2  | 1  | 1  | 3  | 30    | 33     | 8      | 8    | 1    | 15     | 16   | 16     |
| 2019 | SK     | 9.82       | 4    | 0    | 0    | 0  | 0  | 1  | 1  | 3.2   | 7      | 1      | 3    | 1    | 3      | 4    | 4      |
| 통산 | 15시즌 | 4.21       | 451  | 3    | 2    | 84 | 73 | 22 | 29 | 1336  | 1331   | 161    | 496  | 68   | 968    | 659  | 625    |